# Justus von Liebig
Justus von Liebig (ur. 12 maja 1803 w Darmstadcie, zm. 18 kwietnia 1873 w Monachium) – niemiecki chemik. Wykładał chemię na uniwersytetach w Gießen i Monachium. Wynalazł kostkę bulionową. Laureat Medalu Copleya; Uniwersytet w Gießen nosi jego nazwisko.
Był zaangażowany w badania z zakresu chemii organicznej. Nazywany jest ojcem nawozów, udowodnił teorię o mineralnym odżywaniu się roślin, co stało się podstawą do wytworzenia nowoczesnej chemii rolnej. Początkowo w użytku znajdowały się jedynie naturalne nawozy mineralne takie jak np. saletra chilijska. Później nastąpił rozwój przemysłowego wytwarzania nawozów sztucznych, dzięki czemu stały się one o wiele bardziej dostępne i w dużym stopniu wpłynęły na rozwój rolnictwa XIX wieku.
Liebig jest również uważany za prekursora badań nad oddziaływaniem czynników środowiskowych na organizmy. Badając wpływ różnych pierwiastków na wzrost roślin, dostrzegł, że nawet niedobór tylko jednego z nich hamował wzrost i czynności życiowe. Spopularyzował „teorię minimum” mało znanego wówczas Carla Sprengela, która (mylnie) znana jest dzisiaj jako prawo minimum Liebiga – ten czynnik, którego jest najmniej (jest w minimum) działa ograniczająco na dany organizm.

## Życiorys
Justus Liebig był synem aptekarza i handlarza w Darmstadt. Chemią zainteresował się we wczesnym dzieciństwie. Eksperymentował z materiałami, które znalazł w warsztacie ojca, odwiedzał mydlarnie, garbarnie i farbiarnie. Efektowne pokazy wybuchowych kulek z piorunianu srebra zaobserwowane na targach, wzbudziły jego zainteresowanie produkcją petard. Zainteresowania te wypełniały mu cały czas, czego skutkiem były słabe wyniki uzyskiwane w szkole. Jeden z jego nauczycieli w gimnazjum ocenił jego zdolności intelektualne słowami: Jesteś barania głowa! Nie nadajesz się nawet na ucznia aptekarza. Jego staż u farmaceuty Gottfrieda Pirscha (1792–1870) w Heppenheim zakończył się przedwcześnie, gdyż eksperymentując potajemnie ze związkami srebra, spowodował pożar dachu w aptece.
Po powrocie do Darmstadtu pomagał ojcu w warsztacie. Jednocześnie we własnym zakresie pogłębiał swoją wiedzę z zakresu chemii. Jesienią 1820 rozpoczął studia chemiczne w Bonn. Tam zainteresował się nim profesor Karl Wilhelm Gottlob Kastner i zatrudnił go w swoim laboratorium jako asystenta. Gdy w 1821 roku Kastner przyjął profesurę na Uniwersytecie w Erlangen, Liebig podążył za nim i rozpoczął pracę nad doktoratem pt. „Über das Verhältnis der Mineralchemie zur Pflanzenchemie”. W marcu 1822 Liebig wziął udział w demonstracji zorganizowanej przez nacjonalistycznych studentów i zmuszony był ukrywać się, gdyż był poszukiwany przez policję. Przez krótki czas pozostawał w homoseksualnym związku z Augustem von Platenem. Za wstawiennictwem prof. Kastnera uzyskał poparcie księcia Ludwika I z Hesji. Dostał stypendium umożliwiające mu studia na Sorbonie w Paryżu, ówczesnym centrum badań chemicznych. Tu poznał Gay-Lussaca, Thenarda i Vauquelina, prowadzących wtedy najbardziej zaawansowane zajęcia z chemii. Po pokazie własnych eksperymentów zorganizowanym na uczelni, poznał przyrodnika Alexandra von Humboldta. Po zakończeniu studiów Liebig na krótko wrócił do Darmstadt, gdzie poznał przyszłą żonę, Henriette Moldenhauer, córkę urzędnika państwowego. Stopień doktora przyznano mu pod jego nieobecność i mimo nieprzedstawienia formalnej pracy doktorskiej. Dzięki poparciu Humboldta, w 1824 roku zaledwie 21-letni Liebig został zatrudniony na Wydziale Chemii i Farmacji na Uniwersytecie w Gießen. Rok później został profesorem. Warunki pracy, które przyjął, odzwierciedlają niski status chemii powszechny na niemieckich uczelniach w pierwszej połowie XIX wieku. Jego pensja była niska, a dla zakupu sprzętu, odczynników, węgla itp., otrzymał tylko minimalny dodatek. Dużo potrzebnego sprzętu i materiałów zakupił z własnej kieszeni, aby móc prowadzić zajęcia. Niemniej jego metody nauczania szybko wzbudziły duże zainteresowanie wśród studentów i zyskały mu popularność. W 1826 roku poznał Friedricha Wöhlera, z którymi prowadził badania i do końca życia był w przyjaznych stosunkach.
W 1827 roku założył prywatny Instytut Farmacji i Przemysłu Technicznego (działający do 1833), przeznaczony dla przyszłych asystentów farmacji i kierowników handlu technicznego. Pracowali tam między innymi profesorowie Hermann Umpfenbach, Friedrich Christian, Gregor Wernekink i Georg Gottlieb Schmidt. W 1832 roku założył pismo naukowe „Annalen der Pharmacie”, znane później jako „Liebigs Annalen”.
Jego metoda nauczania, odkrycia i pisma wkrótce uczyniły go sławnym w całej Europie. Na jego wykłady o chemii i farmacji przyjeżdżali słuchacze z całego świata. Jednym z najbardziej znanych jego uczniów był August Wilhelm von Hofmann, który studiował, doktoryzował się i habilitował u Liebiga w latach 1836–1845.
W 1845 roku na własna prośbę Liebig otrzymał tytuł szlachecki Freiherr. Proponowano mu profesury na uczelniach w Tallinnie (1827), Getyndze (1835), Petersburgu (1839), Wiedniu (1841), Londynie (1845) i Heidelbergu (1851), które ostatecznie odrzucił po długich negocjacjach. Kiedy jednak Max von Pettenkofer z monachijskiego uniwersytetu poprosił króla Maksymiliana II Bawarskiego o osobiste zaproszenie Liebega i na prywatnej audiencji zaproponował mu stworzenie nowego instytutu chemicznego obok domu mieszkalnego zbudowanego specjalnie dla Liebiga oraz obiecał znaczną swobodę w nauczania, Liebig nie mógł się oprzeć. Przyjął propozycję pracy na tej uczelni i nauczał tam od 1852 roku.
Pracując w Monachium, Liebig został mianowany honorowym członkiem wielu towarzystw naukowych w kraju i za granicą, m.in. został członkiem zagranicznym Królewskiej Holenderskiej Akademii Sztuk i Nauk, i otrzymał liczne wyróżnienia i medale. W 1851 odznaczony Pour le Mérite za Naukę i Sztukę. W 1853 odznaczono go bawarskim Orderem Maksymiliana. Opracował metodę produkcji nawozu fosforowego i współtworzył spółkę producentów przemysłu rolno-chemicznego (BAG), która istnieje do dziś pod nazwą Süd-Chemie. 15 grudnia 1859 roku został mianowany prezesem Bawarskiej Akademii Nauk. Urząd ten piastował aż do swojej śmierci. W 1870 roku został honorowym obywatelem miasta Monachium.
Justus Liebig zmarł 18 kwietnia 1873 w Monachium na zapalenie płuc. Pogrzeb odbył się 21 kwietnia z udziałem wielkiej liczby uczestników. Został pochowany na Starym Cmentarzu Południowym w Monachium.
W roku 1826 ożenił się z Henriette Moldenhauer i miał z nią pięcioro dzieci. W historii zapisali się dwaj synowie: lekarz Georg von Liebig i naukowiec Hermann von Liebig (z zakresu nauk rolniczych). Jego córka Agnes poślubiła filozofa Moritza Carrière, a Johanna wyszła za mąż za chirurga Carla Thierscha. Jego prawnukami byli genetyk Max Delbrück i sportowiec Luz Long.

## Praca naukowo-badawcza
Liebig rozpoczął swoją samodzielną działalność naukową w Gießen. Analizując okoliczne źródła lecznicze i badając ich wykorzystanie do produkcji soli, szybko zdał sobie sprawę, że stosowane w tym czasie metody analizy były bardzo czasochłonne i stosunkowo niedokładne. W pierwszych latach udało mu się udoskonalić analizatory i uprościć analizę elementarną. W kolejnych latach zbadał wraz ze współpracownikami i studentami skład chemiczny setek roślin i narządów wielu zwierząt. Sformułował prawo minimum, nazywane obecnie prawem Liebega.
Wraz ze swoim przyjacielem Wöhlerem opracował w 1832 roku teorię rodników, która wyjaśniała budowę wielu związków organicznych. Również z Wöhlerem odkrył zjawisko izomerii, to znaczy fakt, że dwie substancje mogą mieć ten sam skład chemiczny, ale różną strukturę i właściwości. W ten sposób dał podwaliny pod nową dziedzinę wiedzy: chemię organiczną.
Jego głównym celem podczas pobytu w Gießen było promowanie rolnictwa. Uważał, że chemia jest w stanie zapobiec katastrofalnym klęskom głodu. Jego osiągnięcia w tej dziedzinie zostały opublikowane w 1840 roku w dziele pt. „Die Chemie in ihrer Anwendung auf Agricultur und Physiologie” oraz w 1842 roku w pracy pt. „Die Thierchemie, oder die organische Chemie in ihrer Anwendung auf Physiologie und Pathologie”. Opublikowana w 1843 roku książka „Handbuch der Organischen Chemie – mit Rücksicht auf Pharmacie” cieszyła się wielkim zainteresowaniem nie tylko wśród naukowców, ale wszystkich wykształconych ludzi owego czasu. Zalecał w niej stosowanie nawozów mineralnych i wyjaśniał ich znaczenie dla jakości i wydajności upraw. Doczekała się ona dziewięciu wydań i została przetłumaczona na 34 języki.
W latach 1846–1849 wraz z Edwardem Franklandem i Jamesem Sheridanem Musprattem opracował metodę syntezy rozpuszczalnego w wodzie superfosfatu, który jest najczęściej stosowanym nawozem fosforowym na świecie do dziś.
W Monachium prowadził prace we własnym nowoczesnym laboratorium. W okresie tym odszedł od teoretycznej chemii organicznej. Skoncentrował swoje wysiłki badawcze na chemii rolnej i spożywczej. Prowadził też wykłady dla studentów, ale w znacznie zmniejszonym zakresie w porównaniu z Gießen. Główną część wykładów i zajęć praktycznych prowadzili jego asystenci.
Kiedy w 1852 córka jego przyjaciela Jamesa Sheridana Muspratta zachorowała na cholerę, rozpoczął badania nad farmaceutykami. Opracował lek o nazwie „Fleischinfusum”, który uratował życie wielu osób z poważnymi chorobami żołądka i jelit.
Opracował metody produkcji lustra z powłoką ze srebra, zamiast ze szkodliwej dla zdrowia rtęci. Rozpoczął ich produkcję, która jednak w 1858 roku musiała zostać zamknięta z powodu braku zbytu. Produkcja została wznowiona dopiero po śmierci Liebega w 1886 roku, gdy lustra rtęciowe zostały zakazane.
Po długich badaniach Liebeg opracował metody produkcji tzw. „zupy dla niemowląt”, jak nazwał odpowiednio spreparowane mleko. Przeznaczone ono było dla niemowląt w sytuacji, gdy matka straciła mleko, a nie stać jej było na mamkę.
Wiele czasu i pracy zainwestował Liebig w stworzenie mieszaniny chemicznej, za pomocą której można upiec chleb bez konieczności polegania na psujących się drożdżach. Wraz ze swoim amerykańskim uczniem Ebenem Nortonem Horsfordem opracował proszek do pieczenia. W Ameryce produkt ten był sensacją sezonu i wielkim sukcesem komercyjnym. W Niemczech natomiast większą popularność zyskał proszek do pieczenia Augusta Oetkera (sprzedawany w opakowaniach przeznaczonych do jednego funta mąki, typowej wówczas miary tego produktu).
Największy rozgłos dał Liebigowi proces produkcji ekstraktu mięsnego w postaci gęstego sosu. Od 1843 roku Liebieg badał mięsa i uwalniane z niego substancje. W 1847 roku opracował metodę produkcji ekstraktu zawierającego wartościowe składniki mięsa. Opracowany ekstrakt Liebieg ze szczegółami opisał w publikacjach, rezygnując jednak z patentowania technologii. Produkt ten sprzedawany był w niewielkiej liczbie w monachijskich aptekach od 1852 roku i zgodnie z zamysłem twórcy przeznaczony był dla ubogich, by wzbogacić ich skąpe w białko posiłki − ostatecznie z powodu ceny trafił na stoły klasy średniej. W 1862 roku inżynier Georg Christian Giebert zaproponował Liebigowi utworzenie spółki zajmującej się produkcją ekstraktu mięsnego w Ameryce Południowej w oparciu o tamtejsze hodowle bydła − ekstrakt z południowoamerykańskiego mięsa miał być trzykrotnie tańszy. Efektem tego było powstanie w 1863 roku Société de Fray Bentos Giebert & Cie., a w 1865 roku Liebig Extract of Meat Company (Lemco), które otrzymały licencję na produkcję ekstraktu mięsnego na dużą skalę i na użycie nazwiska Liebiga. Produkcje te rozpoczęto w Urugwaju, we Fray Bentos. Liebig dla reklamy swojego produktu nawiązał współpracę ze znanymi kucharzami z różnych krajów. Ekstrakt z mięsa okazał się bardzo popularnym dodatkiem do zup i potraw.
W ostatnich latach swojego życia Liebig prowadził badania nad fermentacją. Twierdził, że proces ten ma charakter czysto chemiczny i nie są do niego potrzebne żywe organizmy. Pogląd ten był mocno krytykowany. Najpoważniejszym przeciwnikiem Liebega był, doskonale znający proces fermentacji, Ludwik Pasteur. Ostatecznie Liebig udowodnił, że „fermentacja bezkomórkowa” (czyli produkcja etanolu bez pośrednictwa mikroorganizmów) jest możliwa, ale kosztowna i nieopłacalna. Nie znalazła zastosowania w przemyśle spożywczym.

### Wybrane publikacje naukowe
- Justus von Liebig. Einige Bemerkungen über die Bereitung und Zusammensetzung des Brugnatellischen und Howardschen Knallsilbers. „Repertorium für die Pharmacie”. 12, s. 412–426, 1822.
- Justus von Liebig: Anleitung zur Analyse organischer Körper. Verlag Vieweg, 1853. Brak numerów stron w książce
- Justus von Liebig: Die Chemie in ihrer Anwendung auf Agricultur und Physiologie. Braunschweig: Verlag Vieweg, 1840. Brak numerów stron w książce
- Justus von Liebig: Ueber das Studium der Naturwissenschaften und über den Zustand der Chemie in Preußen. Braunschweig: Verlag Vieweg, 1840. Brak numerów stron w książce
- Justus von Liebig: Die Thier-Chemie oder die organische Chemie in ihrer Anwendung auf Physiologie und Pathologie. Braunschweig: Verlag Vieweg, 1843. Brak numerów stron w książce
- Justus von Liebig: Handbuch der organischen Chemie. Mit Rücksicht auf Pharmacie. Leipzig und Heidelberg: Verlag Winter, 1843. Brak numerów stron w książce
- Justus Freiherr von Liebig, Johann Christian Poggendorff, Friedrich Wöhler: Handwörterbuch der reinen und angewandten chemie. Braunschweig: F. Vieweg und Sohn, 1842. Brak numerów stron w książce
- Justus von Liebig: Chemische Briefe. Braunschweig: Verlag Winter, 1851. Brak numerów stron w książce
- Justus von Liebig: Chemische Briefe. Braunschweig: Verlag Winter, 1865. Brak numerów stron w książce